# Aloe heybensis
Aloe heybensis é uma espécie de liliopsida do gênero Aloe, pertencente à família Asphodelaceae.